# Caldwellia
Caldwellia é um género de gastrópode  da família Euconulidae.
Este género contém as seguintes espécies:
- Caldwellia imperfecta
- Caldwellia philyrina